# Червоногвардійський район (Оренбурзька область)
Червоногварді́́йський район (рос. Красногвардейский район) — муніципальний район Оренбурзької області Російської Федерації.
Адміністративний центр — село Плешаново.

## Географія
Район розташований на північному заході Оренбурзької області та межує: з Матвієвським, Пономарьовським, Александровським, Новосергієвським і  Грачовським районами та Сорочинським міським округом області. Район має протяжність з півночі на південь — 68,3 км, із заходу на схід — 66,1 км.

## Історія
Велика частина території сучасного району входила до складу Ток-Суранського кантону (Ток-Чуранского) Автономної Башкирської Республіки з листопада 1917 року по жовтень 1924 року. Спочатку землі належали башкирам, але комерсант, купець Першої Гільдії, ростовський спадковий Почесний громадянин Іван Михайлович Плешанов і Бузулукский купець Другої Гільдії Федір Федорович Красиков викупили деякі території у башкирів за низькою ціною.
Червоногвардійський район утворений 30 грудня 1966 року шляхом виділення зі складу Сорочинського району на територіях колишнього Люксембурзького району.

## Населення
Населення — 18722 особи (2019; 21097 в 2010, 25451 у 2002).

## Адміністративний поділ
Район адміністративно поділяється на 15 сільських поселень:
| Поселення                        | Площа, км² | Населення, осіб (2002) | Населення, осіб (2010) | Населення, осіб (2019) | Центр           | Населені пункти |
| -------------------------------- | ---------- | ---------------------- | ---------------------- | ---------------------- | --------------- | --------------- |
| Дмитрієвська сільська рада       | 133,05     | 662                    | 520                    | 443                    | Кристалка       | 2               |
| Залісовська сільська рада        | 130,24     | 696                    | 408                    | 314                    | Залісово        | 2               |
| Кінзельська сільська рада        | 334,69     | 1423                   | 1132                   | 927                    | Кінзелька       | 5               |
| Нижньокристальська сільська рада | 229,14     | 1217                   | 919                    | 794                    | Нижньокристалка | 2               |
| Нікольська сільська рада         | 81,34      | 490                    | 373                    | 265                    | Нікольське      | 2               |
| Новоюласенська сільська рада     | 87,17      | 594                    | 471                    | 390                    | Новоюласка      | 1               |
| Плешановська сільська рада       | 163,10     | 7034                   | 6432                   | 6309                   | Плешаново       | 7               |
| Подольська сільська рада         | 290,19     | 3936                   | 3461                   | 3088                   | Подольськ       | 7               |
| Преображенська сільська рада     | 180,63     | 1124                   | 820                    | 676                    | Преображенка    | 4               |
| Пролетарська сільська рада       | 135,77     | 1573                   | 1486                   | 1212                   | Пролетарка      | 5               |
| Пушкінська сільська рада         | 304,86     | 1607                   | 1248                   | 990                    | Пушкінський     | 4               |
| Свердловська сільська рада       | 357,52     | 1302                   | 901                    | 732                    | Свердловський   | 6               |
| Старонікольська сільська рада    | 68,94      | 566                    | 402                    | 327                    | Старонікольське | 2               |
| Токська сільська рада            | 181,23     | 1718                   | 1425                   | 1290                   | Токське         | 5               |
| Яшкинська сільська рада          | 212,65     | 1509                   | 1099                   | 965                    | Яшкино          | 5               |

## Найбільші населені пункти
Нижче подано перелік населених пунктів з чисельність населення понад 1000 осіб:
| № | Населений пункт | Населення, осіб (2002) | Населення, осіб (2010) |
| - | --------------- | ---------------------- | ---------------------- |
| 1 | Плешаново       | 3767                   | 3486                   |
| 2 | Донське         | 2240                   | 2035                   |

## Господарство
Сільське господарство — виробництво зерна і молочно-м'ясне тваринництво — є основою економічного потенціалу району. Посівні площі становлять 111,9 тис. га. Головна зернова культура — озима пшениця, значні посіви під озимими. Також в районі вирощується соняшник. Близько 14 % всіх орних земель займають кормові культури.